# 中華民國—法國關係
中華民國與法蘭西共和國於1913—1964年有官方外交關係，斷交後，於對方首都互設具大使館功能的代表機構。

## 政治

### 外交
1912年，中華民國成立後，派駐法國臨時代办，由前清廷駐法國臨時代辦戴陳霖繼續擔任。
1913年10月6日，法國外交承認中華民國北洋政府，於首都巴黎設立中華民國駐法蘭西共和國公使館、於首都北京設立法蘭西共和國駐中華民國公使館，並互派公使。
1928年12月22日，隨著國民革命軍北伐幾近尾聲，法國外交承認中華民國國民政府。
1936年2月8日，兩國公使館升格為大使館，並互派大使，中華民國大使由原公使顾维钧升任。
1940年7月10日，维希法国成立，法國大使館效忠維琪法國。同年底，大使館由重慶、上海遷回北平。
1941年7月，轴心国相繼承認汪精衛政權，但成員之一的維琪法國並未明示承認，而是繼續承認重慶的國民政府，並同時與汪精衛政權往來。
1942年1月1日，中華民國與法國在內的26國簽訂《聯合國共同宣言》。
1943年，維琪法國與汪精衛政權簽署協定，將上海法租界和广州湾相繼交還與汪精衛政權。8月1日，國民政府宣布與維琪法國斷交並撤館，法國大使館則與汪精衛政權進行外交往來，並派駐大使。8月27日，中華民國承認由戴高樂領導的法蘭西民族解放委員會為法國合法代表，並派駐外交代表。
1944年8月20日，維琪法國覆滅，法國大使館由自由法國大使館接收。10月23日，同盟國軍隊解放巴黎後，中華民國承認法國臨時政府，並任命原外交代表錢泰為大使。
1946年2月28日，兩國簽訂《中法關於法國放棄在華治外法權及其有關特權條約》（中法平等新約）。
1947年5月1日，中華民國外交部就該年3月8日、4月5日法軍兩次轟炸中國在越華僑集中處一事，向法國大使館提出嚴重抗議；次日，外交部次長葉公超赴法國大使館提出口頭抗議。:8346
1949年10月1日，中華人民共和國成立後，中華民國曾多次與法國商談派駐大使但均被婉拒，故相繼由臨時代辦使事。
1950年，法國大使館遷至首都台北，但僅派駐臨時代辦。
1950年11月30日，法國在聯合國安全理事會上否決中共代表伍修權等提出之「美國侵略台灣案」。
1960年代，法國開始與中華人民共和國進行關係正常化行動，當時中華民國政府極力阻止，其間中華民國總統蔣中正還致親筆信給法國總統戴高樂以穩固邦交。
1964年1月27日，法國和中華人民共和國建交，中華民國外交部抗議法國與中共政權建交，表明反對「兩個中國」；1月25日，法國總統戴高樂派法國駐日大使貝志高向總統蔣中正解釋；2月7日，外交部重申反對「兩個中國」，指戴高樂中立政策是分期投降；2月10日，宣布與法國斷交。:69812日，關閉大使館。除了總部在法國巴黎的聯合國教育、科學及文化組織（UNESCO）之外，兩國關係全面中斷。
1996年5月，中非共和國發生兵變，中華民國政府請法國駐中非大使館與法國政府於必要時提供協助，以維護中華民國駐中非大使館團員眷屬之安全。
2002年9月，象牙海岸發生兵變，中華民國外交部除與駐象牙海岸遠東貿易服務中心保持聯繫，並請法國外交部於必要時協助僑民撤離，獲得同意，法國駐象牙海岸大使館亦就協助撤僑主動與遠東貿易服務中心聯繫。
2003年9月，歐洲議會和法國、英國、德國、義大利、西班牙等國會友台小組共同倡議籌組「馬可波羅俱樂部」（Marco Polo Club）。2004年11月，舉辦成立典禮暨第1屆年會。
2004年1月26日，法國總統席哈克在與中華人民共和國主席胡錦濤的国宴上，發言反對臺灣獨立，以及在3月20日舉行的全國性公民投票是個錯誤的決定，會影響區域穩定，席哈克並重申「一个中国」政策。
2019年10月，歐洲議會和法國、德國、英國等國會友台小組共同成立「福爾摩沙俱樂部」（Formosa Club），強化跨國支持台灣的力量。
2020年1月11日，中華民國總統與立委選舉結束後，法國外交部發表聲明「台灣周六舉行的選舉在自由與民主的背景下舉行，選舉彰顯了台灣人對地方民主法治以及人權的執着。法國對所有當選者表示祝賀，期待台海兩岸以和平為主繼續對話與合作。」但多位法國漢學家對於「地方」的含義提出質疑，要求法國外交部對這兩個字的具體含義向法國人做出解釋。
2020年4月1日，對於2019冠状病毒病疫情在全球擴散，中華民國總統蔡英文宣布捐贈1,000萬片口罩給疫情嚴重的國家。外交部指出，其中700萬片給法國在內的9個欧洲联盟成员国以及瑞士與英國、300萬片給美國、100萬片給中華民國的邦交國。
2022年2月，法國外交部長接受《日本經濟新聞》書面採訪時，對於中國軍事威脅逐漸升高的台灣海峽局勢，表示「譴責所有企圖改變現狀的嘗試，我們為了防止發生衝突，有做好採取行動的準備。」在太平洋的法屬新喀里多尼亞有法軍基地，台灣海峽的穩定對於周邊地區全體的穩定至為重要。
2022年8月3日，七大工業國組織外長與欧盟外交与安全政策高级代表針對美國聯邦眾議院議長裴洛西訪台的兩岸局勢發表聯合聲明，重申該組織維護台海和平穩定的立場，呼籲中國勿以武力片面改變現狀，同時提到各成員國的「一中政策」與「對台立場」沒有改變，並鼓勵各方保持暢通的溝通管道以防誤解發生。
2023年4月5日，法國總統馬克宏訪問中華人民共和國，7日從北京飛往廣州的途中，在行政專機上對媒體表示，歐洲面臨的巨大風險是「陷入不屬於我們的危機」，因此歐洲必須避免被捲入美中兩強在台灣問題上的對抗，「最糟糕的是，認為我們歐洲人必須追隨這個議題，甚至去適應美國的節奏或中國的過度反應」、「我們為什麼要按照別人選擇的步伐走？我們歐洲人必須覺醒，我們的首要任務並非配合其他國家的議程」、「歐洲人連烏克蘭危機都沒解決，我們怎麼能在台灣問題上自信滿滿地主張『如果你做錯了什麼，我們會挺身而出』？如果你想讓情勢更為惡化，這麼做就對了」。另根據7日發布的《中法聯合聲明》，其中強調「願在相互尊重彼此主權與領土完整和重大利益基礎上，推動緊密持久的中法全面戰略夥伴關係不斷發展」，法國也「重申堅持一個中國政策」。國際輿論對於馬克宏的有關發言多有批評。12日，法國政府發言人維宏表示，法國的亞洲立場一致不變，「在台灣議題上，我們反對所有片面改變現狀的行動，特別是以武力改變，這是法國清晰且不變的立場。」同日，馬克洪在訪問時荷蘭表示，法國在台灣問題方面支持維持現狀，並且尋求和平解決問題。20日，馬克宏與美國總統拜登進行通話，雙方在通話後的各自聲明中有關台灣問題說法不一。白宮在聲明中表示「雙方重申了維護台海和平穩定的重要性」，而爱丽舍宫在聲明中沒有直接提及「台灣」，只表示雙方同意「在印太地區維護包括（支援）航行自由在內的国际法」。
2023年5月17日，法國外交部長柯隆納在參議院外交、國防與軍事委員會表示「我們與台灣的關係非常優質，由來已久且持續發展，在經濟、文化與國會方面，但並非外交關係。」對於訪台的可能性，回應「我沒有規劃，且不認為是恰當的」。雖然支持台灣參與包括世界卫生组织在內的部分專業國際組織，但補充「這不代表承認台灣為國家」。另強調法國採取平衡政策，支持現狀，反對片面改變，特別是以武力。「法國也確保国际法基本原則受到尊重，包括台灣海峽一定程度的航行自由。」
2023年8月1日，法國頒布《7年建軍法》（La loi de programmation militaire 2024-2030），內容包括將依據《國際海洋法》持續捍衛印太地區自由航行權，尤其是南海與台灣海峽，以維護該地區的和平與穩定。是首度將台灣納入法案內容，法國亦是首個以立法方式保衛台海自由航行權的主要國家。
2024年1月13日，中華民國總統與立委選舉結束後，法國國民議會議長彭佩美表示祝賀總統當選人，並祝福台灣民主及其選民，另呼籲持續共同努力捍衛台海和平。法國外交部則表示，臺灣選舉再次體現台灣人民對民主、法治及人權的熱愛，並向所有參加這次民主活動的選民、候選人及當選者致賀；台灣是歐洲與法國的重要夥伴，特別是在經濟、文化、科技領域，法國期盼繼續加強與台灣的關係。此外，法方重申台海和平穩定的重要性，呼籲各方尊重現狀，並期盼兩岸恢復對話。
2024年2月7日，法國外交部長對於中国民用航空局在1月30日片面宣布取消「M503航路」南下的偏西飛行，重申法國反對任何片面改變台海現狀的作為，並反對以武力與脅迫改變現狀，法國重視台海航行與飛越的自由。
2024年4月3日，臺灣東部發生大地震，法國外交部除了向罹難者家屬致哀，亦表示「在這個艱困的考驗之下，我們表達對台灣人民的團結之情，並向其保證我們的支援。」
2024年10月16日，法國外交部對於中國人民解放軍的「環台軍演」一事，表示關切監控中華人民共和國在台灣周邊所進行的軍事演習，重申希望台灣海峽保持和平與穩定，因為這對全球安全與繁榮不可或缺。強調法國反對所有對現狀的單方面改變，無論是透過武力或脅迫，避免台灣海峽局勢升溫至關重要。

#### 七大工業國組織領袖會議關於兩岸議題
2021年6月、2022年6月、2023年5月、2024年6月、2025年6月，七大工業國組織分別在英國、德國、日本、義大利、加拿大召開領袖會議，會後發布的《聯合公報》皆強調台灣海峽和平穩定的重要性，呼籲以和平方式解決兩岸問題。

#### 關於中華民國參與國際組織以及臺海和平

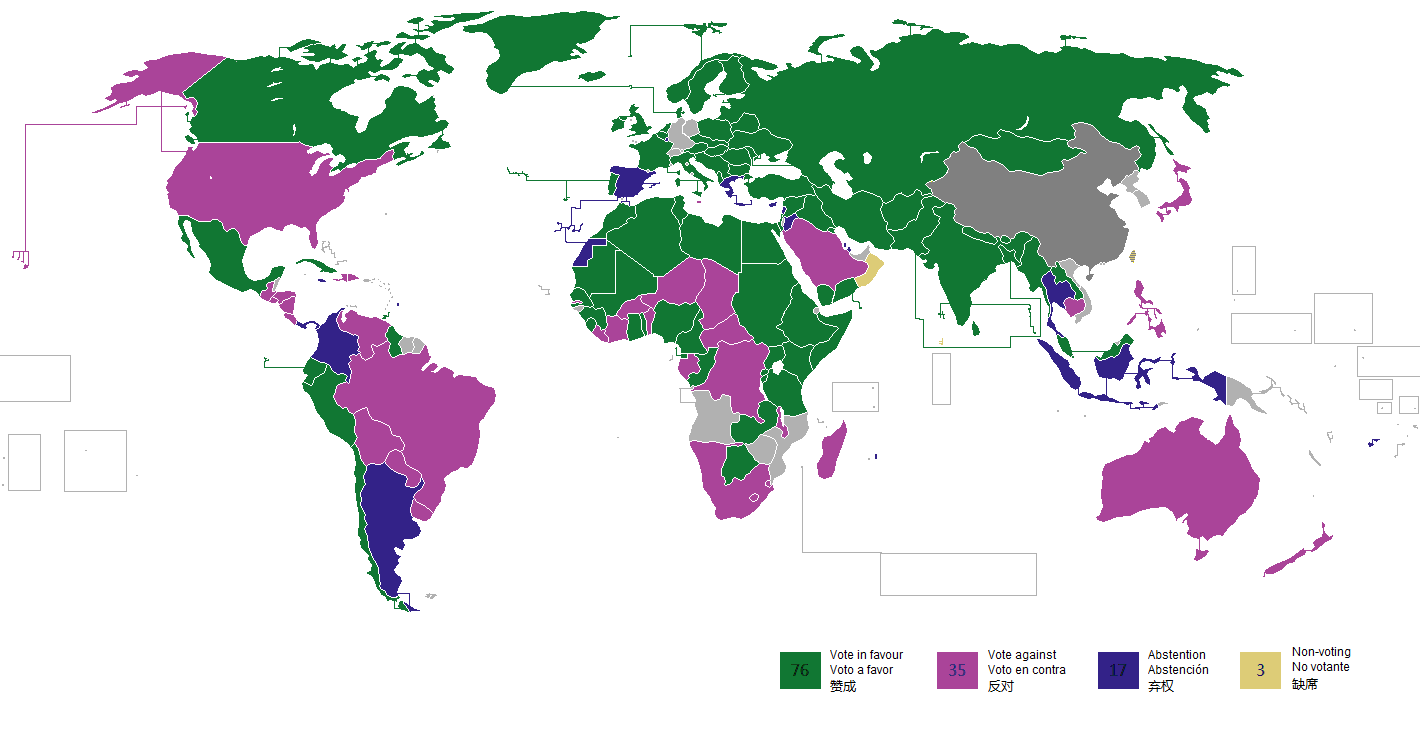
綠色國家表示在1971年的投票中反對中華民國續留聯合國，即《聯合國大會2758號決議》，其中包括法國。

1971年10月25日，聯合國安全理事會常任理事國之一的法國在聯合國大會中，投票支持中華人民共和國取得「中國」席次。
2002年5月，法國在世界衛生大會（WHA）的總務委員會中，發言反對中華民國的邦交國所提「邀請台灣以觀察員身分參加世界衛生大會」案列入大會議程。
2007年9月，法國在聯合國大會的總務委員會對於中華民國的邦交國所提「促請安全理事會依據安理會議事規則第59、60條及聯合國憲章第4條，處理台灣之會員申請案」，發言表示台海問題應和平解決。
2009年5月，對於中華民國以中華台北名義獲邀成為世界衛生大會觀察員，法國外交部發言人表示歡迎，並認為有助加強國際公共衛生，特別是確保有效預防傳染病。
2019年4月，歐洲議會友台小組主席和英國、德國、法國等國會友台小組主席聯名致函世界衛生組織（WHO）呼籲邀請台灣出席世界卫生大会。此外，法國在台協會亦表示「法國在上次世界衛生組織執行委員會已公開表述，與臺灣持續進行技術和科學交流才能預防衛生漏洞的產生，此對確保全世界衛生系統的運行不可或缺。法國在臺協會向臺灣在醫療領域的成就致敬，臺灣在世界公共衛生領域上的貢獻至關重要且讓國際社會受惠良多。因此，法國及其他夥伴國家均支持臺灣參與世界衛生大會。」
2020年5月，在美國與日本領銜下，法國、英國、德國、加拿大、澳洲與紐西蘭駐日內瓦聯合國大使，向世界衛生組織對外關係執行主任艾里森與首席法律顧問索羅門（Steven Solomon）發出外交照會，敦促接納台灣成為世界衛生大會觀察員。
2021年3月，法國參議院外交暨國防委員會副主席、友臺小組副主席葛利歐與友臺小組主席李察等多位參議員共同向參議院提出《臺灣參與國際組織工作》法案。包括世界衛生大會（WHA）、国际民用航空组织（ICAO）大會，並擴大範圍至联合国气候变化框架公约（UNFCCC）、国际刑警组织（INTERPOL）。5月6日，參議院以304票贊成、0票反對、19票棄權，壓倒性多數通過《台灣參與國際組織工作》法案，支持台灣參與多個國際組織，是法國國會首度出現支持台灣的議案。
2021年5月，七大工業國組織在英國倫敦召開外長會議，會後發布的《聯合公報》首次直接提到臺灣，表示「我們支持臺灣有意義參與世界衛生組織活動與世界衛生大會，國際社群要能從所有夥伴獲利，包括臺灣抗疫成果」、「我們強調臺海和平與穩定的重要性，鼓勵以和平方式解決兩岸問題」。法國參議院副議長德拉特與德拉艾、國民議會副議長日內瓦德與哈比布以及歐洲近30國、共計1,084名國會議員，聯名致函WHO幹事長谭德塞，支持台灣出席WHO與WHA的會議、機制與活動。
2021年8月30日，法國外交部長勒德里安、國防部長帕利與澳洲外交部長佩恩、國防部長達頓在法國巴黎進行會談，會後發布的《聯合公報》強調台海和平穩定的重要性，同時明確表達對台灣參與國際組織的支持。11月29日，法國國民議會以39票贊成、3票棄權、2票反對，通過《將台灣納入國際組織轄下工作及多邊平台》決議，外交部國務部長勒穆瓦納亦當場重申法國支持台灣有意義參與國際組織的一貫立場。
2022年5月，七大工業國組織在德國召開外長會議，會後發布的《聯合公報》強調台海和平穩定的重要性，鼓勵和平解決兩岸爭端，並支持台灣有意義參與WHA及WHO的技術會議。法國參議院副議長與國民議會副議長以及歐洲34國、共計1,504位國會議員，聯名致函WHO幹事長譚德塞，支持台灣出席WHA與WHO的會議、機制與活動。
2023年4月，七大工業國組織在日本召開外長會議，會後發布的《聯合公報》表示「我們重申台灣海峽和平穩定是國際社會安全與繁榮不可或缺的重要因素，敦促兩岸問題和平解決。G7成員在台灣問題上的基本立場（包括所表明的「一個中國」政策）並未改變。」對於台灣參與國際組織，則強調「我們支持台灣有意義地參與國際組織，包括WHA和WHO技術會議，國際社會應從所有夥伴的經驗中受益。」「如果國家性質並非必要條件，則做為正式成員參加；若國籍為必要條件，則以觀察員或來賓身分參與。」5月，法國外交部長柯隆納表示「實際行動上，我們支持台灣參與部分專業國際組織，台灣的參與將會帶來附加價值。在我看來，這包括WHO。」「第76屆WHA正準備召開，而我們已經表明，同意台灣緊密參與WHO的工作。」
2024年4月，七大工業國組織在義大利召開外長會議，會後發布的《共同聲明》表示，台海和平穩定對國際社會的安全與繁榮不可或缺，呼籲兩岸議題必須用和平方式解決。G7成員支持台灣以觀察員、或來賓的身分，有意義參與非以國家身分為前提的國際組織，包括WHA與WHO技術會議。聲明另指出，G7成員對台灣的基本立場沒有改變，包括現行的「一中」政策。6月，G7在義大利召開領袖會議，會後發布的《聯合公報》重申此一立場。
2025年3月，七大工業國組織在加拿大召開外長會議，會後發布的《聯合聲明》表示，G7成員強調維護台海和平穩定的重要性，鼓勵和平解決兩岸問題，並重申反對任何單方面透過武力或脅迫改變現狀的企圖，也支持台灣有意義參與適當的國際組織。在《關於海上安全與繁榮宣言》中，亦重申對台基本政策不變，強調台海和平穩定對國際安全與繁榮至關重要。與先前聲明不同的是，這次提到台灣時，未提及「一個中國」政策。5月，法國衛生部長紐戴在WHA表示，WHO的工作有利於國際社會的每個人，因此法國贊成台灣的參與。法國在台協會、德國在台協會、澳洲辦事處、英國在台辦事處、加拿大駐台北貿易辦事處、捷克經濟文化辦事處、日本台灣交流協會、立陶宛貿易代表處亦發佈聯合新聞稿，支持台灣有意義地參與WHO，並以觀察員身份參與WHA。

#### 人員互訪（1991年至今）
僅列舉部分名單：
中華民國：前總統蔡英文、總統夫人曾文惠、周美青、總統府秘書長丁懋時、立法院長王金平、游錫堃、司法院長翁岳生、許宗力、考試院長伍錦霖、監察院長陳菊、經濟部長王志剛、林信義、鄧振中、李世光、王美花、財政部長顏慶章、法務部長馬英九、交通部長葉菊蘭、林陵三、葉匡時、陳建宇、教育部長黃榮村、蔣偉寧、吳思華、文化部長、洪孟啟、鄭麗君、科技部長楊弘敦、銓敘部長吳容明、考選部長邱華君、審計部審計長蘇振平、國策顧問蕭新煌、蔡政文、政務委員黃石城、吳嘉麗、蔣丙煌、唐鳳、監察委員趙榮耀、外交部政務次長李大維、吳志中、外交部常務次長歐鴻鍊、史亞平、民用航空局長張國政、林志明、刑事警察局長黃茂穗、工業局長杜紫軍、吳明機、呂正華、標準檢驗局長林中能、智慧財產局長王美花、國際貿易局長楊珍妮、國家檔案局長林秋燕、消防署長趙鋼、衛生署長陳建仁、環境保護署長魏國彥、僑務委員會委員長吳英毅、陳士魁、吳新興、大陸委員會主任委員吳釗燮、農業委員會主任委員陳保基、原子能委員會主任委員歐陽敏盛、蔡春鴻、文化建設委員會主任委員林澄枝、陳郁秀、陳其南、吳坤良、翁金珠、黃碧端、盛治仁、公平交易委員會主任委員趙揚清、國家科學委員會主任委員、陳建仁、李羅權、朱敬一、國家科學及技術委員會主任委員吳政忠、金融監督管理委員會主任委員胡勝正、中央研究院長李遠哲、國立故宮博物院長杜正勝、林正儀、國史館長張炎憲、臺灣高等法院長鍾曜唐、台北市長馬英九、郝龍斌、高雄市長謝長廷、陳菊、桃園市長鄭文燦、台中市長林佳龍、台北市議會議長吳碧珠、高雄市議會議長康裕成。
2001年11月，總統夫人吳淑珍前往法國，先在巴黎參訪兩天後，再轉赴東部史特拉斯堡的歐洲議會，代表總統陳水扁接受國際自由聯盟頒發的「2001年自由獎」，並會見歐洲議會議長方亭。隨同前往的包括外交部次長、總統府第三局長等人。對於此行，法國政府也提供相關的禮遇與接待。
2018年7月25日，立法院長蘇嘉全率團訪問法國國民議會，創下立法院長進入國民議會議場的首例。
法國：前總理巴爾、工業暨國土規劃部長傅魯、工業智慧財產局長拉皮埃爾、工商業暨服務業總局長盧梭（Luc Rousseau）、富爾（Pascal Faure）、國家教育總督學羅歇、國家研究總署長馬特洛斯（Michael Matlosz）、參議院副議長里歇爾、帕蓬、塔斯卡、國民議會副議長內里、勒菲爾、戴扈傑、參議院經濟委員會主席勒努瓦、參議院國土整治暨永續發展委員會主席莫雷、國民議會歐洲理事會代表團主席史海訥、國民議會經濟委員會主席馬薩、西歐聯盟議會副議長博梅爾、最高法院長特呂什、法蘭西學術院長麥斯邁、法國科學院長默尼耶、里昂第三大學校長居約、格勒諾勃-阿爾卑斯大都會區主席法拉利、史特拉斯堡市長里茲、巴黎副市長羅梅洛-米歇爾、達梭航太總裁達梭、生物醫學中心創辦人兼主席貝納比德。

### 代表機構

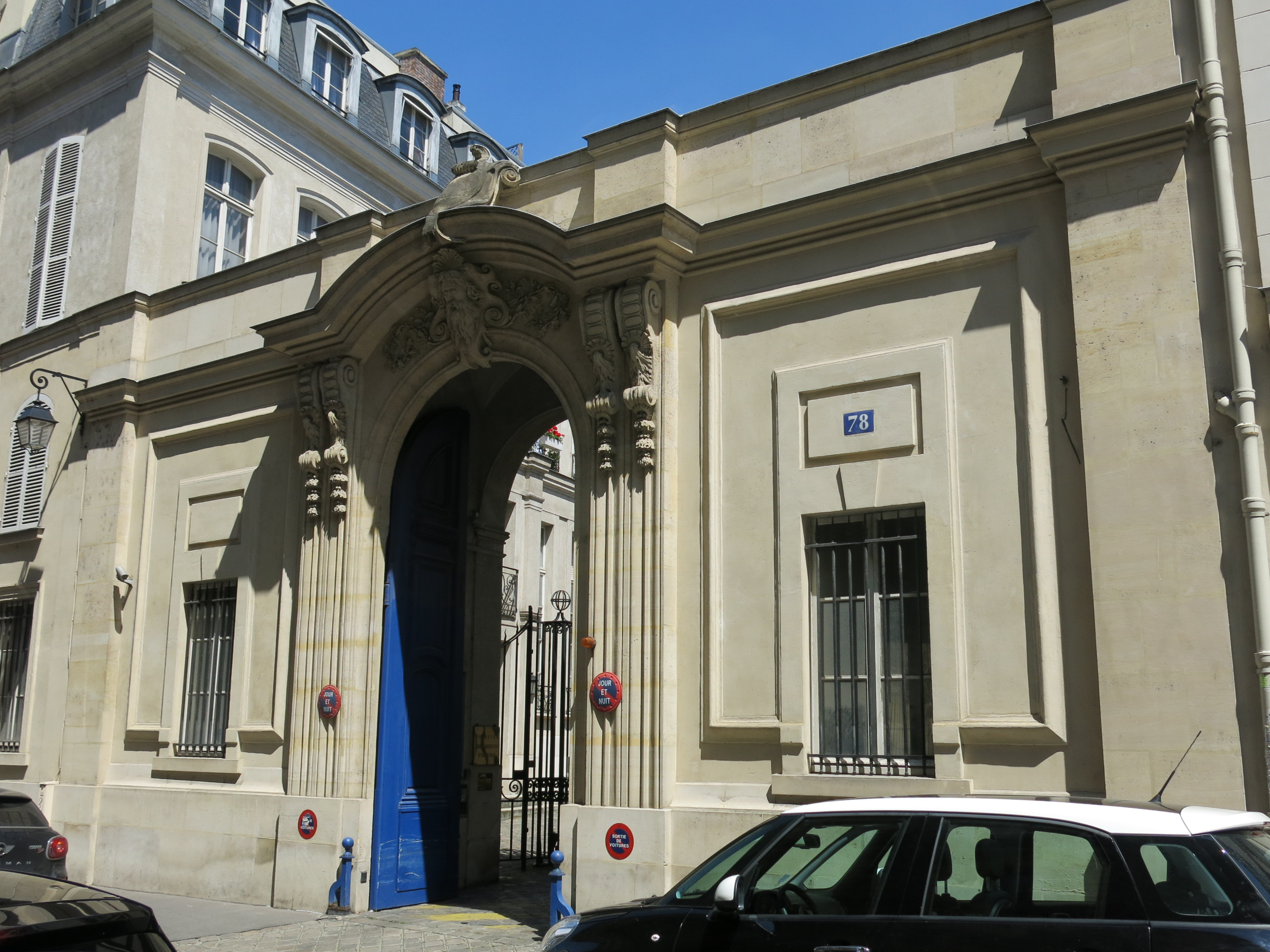
駐法國台北代表處。

#### 斷交前
法國於斷交前曾設立法國駐中華民國大使館，1950年隨國府遷台而將館址設於首都台北市新生南路97巷，1951年將館址遷至中山北路二段275巷，1953年至1964年斷交為止則於臨沂街14巷4號設址，大使官邸另設於仁愛路。1964年隨斷交而自當年2月11日起停止館務，撤館前的末代駐台館員包括臨時代辦薩賚德公使（Pierre Salade）、二等秘書兼領事包偉（Samuel Le Caruyer de Beauvais，後任駐菲律賓、孟加拉、馬爾他等多國大使）、法軍武官郭嵐瑞海軍上校（François Granry）、商務參事艾昌興（Jean Allègre）及商務專員區瑞麟（François Aurillac）。

#### 斷交後
1972年8月12日，中華民國在首都巴黎設立具社團法人性質的法華經濟貿易觀光促進會。1976年7月，中華民國經濟部亦設立亞洲貿易促進會駐巴黎辦事處（Centre Asia-tique de Promotion Economique et Commerciale, CAPEC），負責雙邊經貿事務。1995年5月15日，法國同意將兩機構合署更名為具大使館功能的駐法國台北代表處（Bureau de Représentation de Taipei en France）。並於2007年11月起大幅改善駐處人員及眷屬的居留簽證待遇。2020年12月14日，在法國南部新設駐普羅旺斯臺北辦事處。
1978年10月，法國在台北設立法亞貿易促進會（Association Française pour le Développement du Commerce avec l′Asie），推廣雙邊經貿關係。1980年1月，法國外交部亦以非官方名義設立台北法國文化科技中心（Centre Culturel et Scientifique Française de Taipei），負責台法文化科技及高等教育的往來，對上則隸屬於法國駐香港總領事館。1985年9月，成立旅遊簽證組，辦理赴法簽證。1989年2月，法國政府為加強台法雙邊關係，以美國在台協會為參考先例，將台北法國文化科技中心更名為法國在台協會（Institut Français de Taipei；2011年起改稱）。1994年，將法亞貿易促進會、旅遊簽證組、法國在台協會三機構合署辦公，統稱為法國在台協會。:p4下轄經濟處、商務處、行政處、新聞暨公關處、學術合作暨文化處等單位。

#### 事件
1997年10月16日，位於台灣基隆市的法國公墓，由於市民的需求並在中華民國外交部的協調下，實質管轄的法國在台協會同意開放，且交由基隆市政府管理。後開闢為清法戰爭紀念園區。
2020年1月14日，法國在台協會主任公孫孟，率團前往空軍松山基地指揮部弔唁因空難殉職的參謀總長沈一鳴上將等8人的公祭儀式。
2020年7月30日，前中華民國總統李登輝逝世，法國在台協會於Facebook發表聲明稱李登輝為「民主先生」，表示對台灣各界的哀痛「感同身受」，並形容其為「台灣法治穩定與經濟發展的重要推手」，盼他的典範「能持續指引在亞洲與全世界共享普世價值並予以致力推廣的人們」。
2021年4月2日，臺灣太魯閣號列車發生事故，造成重大傷亡，包括1名法國籍乘客喪生，中華民國外交部聯繫法國在臺協會告知相關事宜，法國在臺協會對此事故亦表達哀悼。

## 軍事
中華民國現役的軍備採購除美國外，法國為另一主要來源國。如空軍之幻象2000-5系列就是購自法國，海軍方面則有拉法葉級巡防艦。後者在採購期間曾引發一連串弊案甚至命案，迄今仍未完全偵破。目前國軍仍有現役飛官於法國受訓。
2004年3月16日，法國與中華人民共和國舉行兩國有史以來規模最大、形式最複雜的聯合軍事演習，由於時間點在中華民國總統選舉前4日，中華民國外交部向法國在台協會主任羅蘭表達嚴重關切與不滿，並要求法國提出合理的解釋。
2019年4月24日，英國《路透社》引述美國不具名官員及前美國國防部東亞事務副助理部長鄧志強說法表示，法國海軍巡防艦「葡月號」於4月6日通過台灣海峽。由於歐洲國家的軍艦航行此海域非常罕見，法國軍方起初不願發表評論，中華民國國防部發言人陳中吉表示，台灣海峽是繁忙的國際航路，各國船艦都有「必要」通過，國防部會持續監控外國船艦的動態。25日，中華人民共和國國防部發言人任國強抗議法國軍艦「非法進入中國海域」，並指出當時派遣軍艦警告法國軍艦離開。對此，法國軍方表示「法國海軍大約每年會通過台灣海峽一次，未曾引發任何事端或反應」，並重申有權根據國際法進行自由航行。
2021年10月12日，法國國防部長於參議院外交暨國防委員會聽證會表示，有鑒於中國對臺灣的侵擾，為顯示對國際法與自由航行的重視，法國海軍史上第一艘專為電子偵察而建造的偵察艦德普易德洛姆號，近日確實行經臺灣海峽。
2023年4月8日，法國雜誌《挑戰》報導，法國海軍巡防艦普拉亞爾號在中華人民共和國環繞台灣的演習中，通過台灣海峽。

## 經濟

### 貿易
中華民國對外貿易發展協會（外貿協會）於法國首都巴黎設立台灣貿易中心。經濟部國際貿易署也在巴黎設立駐法國代表處經濟組。
| 年分 | 貿易總額      | 貿易總額 | 貿易總額 | 出口至法國    | 出口至法國 | 出口至法國 | 自法國進口    | 自法國進口 | 自法國進口 | 順逆差 |
| 年分 | 金額          | 年增減   | 排名     | 金額          | 年增減     | 排名       | 金額          | 年增減     | 排名       | 順逆差 |
| ---- | ------------- | -------- | -------- | ------------- | ---------- | ---------- | ------------- | ---------- | ---------- | ------ |
| 2017 | 5,611,890,097 | ▲22.8%   | 18       | 1,707,199,670 | ▲10.7%     | 20         | 3,904,690,427 | ▲29.0%     | 12         | 逆差▲  |
| 2018 | 5,373,028,862 | ▼4.3%    | 20       | 1,666,905,805 | ▼2.4%      | 20         | 3,706,123,057 | ▼5.1%      | 16         | 逆差▼  |
| 2019 | 4,733,762,785 | ▼11.9%   | 19       | 1,521,389,639 | ▼8.7%      | 20         | 3,212,373,146 | ▼13.3%     | 16         | 逆差▼  |
| 2020 | 4,276,373,228 | ▼9.7%    | 19       | 1,282,566,816 | ▼15.7%     | 21         | 2,993,806,412 | ▼6.8%      | 16         | 逆差▲  |
| 2021 | 5,110,203,975 | ▲19.5%   | 24       | 1,585,037,576 | ▲23.6%     | 23         | 3,525,166,399 | ▲17.7%     | 18         | 逆差▲  |
| 2022 | 5,898,886,684 | ▲15.4%   | 23       | 1,931,444,169 | ▲21.9%     | 21         | 3,967,442,515 | ▲12.5%     | 19         | 逆差▲  |
| 2023 | 6,120,012,032 | ▲3.7%    | 20       | 1,799,812,381 | ▼6.8%      | 21         | 4,320,199,651 | ▲8.9%      | 16         | 逆差▲  |
| 2024 | 6,573,803,365 | ▲7.4%    | 19       | 1,743,319,646 | ▼3.1%      | 22         | 4,830,483,719 | ▲11.8%     | 15         | 逆差▲  |

2023年的兩國貿易項目如下：
出口至法國的前10大項目為：集成电路；電話機（包括智能手机），以及其他傳輸或接收聲音、圖像之有線或无线网络通訊器具；鋼鐵製螺釘、螺栓、螺帽、螺旋鈎、車用螺釘、鉚釘、橫梢、開口梢、墊圈與類似製品；自動資料處理機、磁性或光學閱讀機；石油與提自瀝青礦物之油類（原油除外）、以石油或瀝青質礦物為基本成份之未列名製品、廢油；車輛之零件與附件；特定用途機器之零件與附件；眼鏡、护目镜與類似品；变压器、靜電式變流器與電感器；碟片、磁带、固態、與其他錄音或錄製之媒體等。
自法國進口的前10大項目為：積體電路；航空器、航天器（包括人造衛星）、次軌道飛行物與發射載具；醫藥製劑；箱盒袋類容器；特殊物品，含進口未超過5萬新臺幣之小額報單與其他零星物品；美容或化粧用品與保養品；鮮葡萄酒、葡萄醪；貴金屬或被覆貴金屬之首飾及其配件；电子工业用已摻雜之化學元素或化學化合物；未變性之乙醇以及烈酒、與其他含酒精成分之飲料等。

### 投資
根據中華民國經濟部投資審議司統計，截至2024年2月，台商赴法國總投資金額約8億美元，計有64件。另根據法國商務投資署統計，在法臺商約30家，總投資金額約2億欧元，2022年投資件數有5件，在外商投資排名第20。近20年來新僑臺商在法國設立據點逐漸增加，而近10餘年對法國的新投資案以每年平均3至5件成長。目前已成立「法國臺灣商會」，會員約50人，其中大巴黎地區佔90%。以從事电子计算机與週邊設備佔多數，其次為貿易、禮品、旅遊、食品、機床等。電腦業如宏碁、華碩、宏達國際電子、日月光半導體、明基電通、友訊科技、技嘉科技、微星科技、研華科技、凌陽科技、環旭科技等公司；服務業有兆豐國際商業銀行巴黎分行、中華航空、長榮海運、長榮國際連鎖酒店、中華旅行社等；機械業有國巨、東台精機、經寶精密、亞崴機電、美達工業等。在法國前5大創造就業人數的臺商為宏碁（超過140人）、東台精機（超過130人）、華碩（超過110人）、日月光（超過110人）、國巨（超過100人）。2023年5月，法國總統馬克宏在敦刻尔克宣布臺灣固态电池公司輝能科技將投資52億歐元打造電動車電池超級工廠，預計2026年開始生產，並預計2030年前聘僱3,000名員工。
根據中華民國經濟部投資審議司統計，截至2024年2月，法國赴臺灣總投資金額約15.65億美元，計有770件。有迪卡侬、家樂福、阿爾卡特、液化空气集团等共160餘家法商在臺投資。

### 會議
目前舉行的有：臺法高層經貿對話會議（2024年第1屆）、台法經貿對話會議（2023年第11屆）、台法經濟合作會議（2023年第27屆）、台法工業合作會議（2023第30屆）、臺法農業合作會議（2021年第3屆）、台法工業財產權會議（至2012年第9屆，已停辦）等。

## 交流

### 會展
| 日期       | 參展單位與名稱 |
| ---------- | --- |
| 1995年9月  | 國立故宮博物院與羅浮宮博物館合作，於台北國立故宮博物院舉辦《羅浮宮博物館珍藏名畫特展：十六至十九世紀西方繪畫中的風景畫》，展期至1995年12月。觀展人數70萬人次，創下台灣畫展史上最高記錄。   |
| 1997年1月  | 國立歷史博物館與奧塞美術館合作，在台北國立歷史博物館、高雄市立美術館舉辦《黃金印象－奧塞美術館名作特展》。展期至1997年7月，觀展人數50萬人次，是台灣畫展史上的第二高。                      |
| 1998年9月  | 國立故宮博物院與畢卡索博物館、龐畢度中心合作，在台北國立故宮博物院舉辦《張大千、畢卡索東西藝術聯展》，展期至1999年1月。                                                                    |
| 1998年10月 | 國立故宮博物院選派350件文物赴巴黎大皇宮美術館舉辦《台北國立故宮博物院瑰寶－帝國的回憶》特展，這也是台北故宮文物首度前往法國展覽，展期至1999年1月。                                         |
| 1999年12月 | 橘園美術館選派81件印象派畫作在台北市立美術館、高雄市立美術館舉辦《世紀風華－橘園美術館珍藏展》，畫作保險總額超過220億新台幣（約當時的6.83億美元），堪稱台灣最昂貴的展覽，展期至2000年3月。 |
| 2001年11月 | 國立故宮博物院與法國博物館司及法國國立博物館聯合會合作，在台北國立故宮博物院舉辦《花樣年華：法國繪畫三百年－從普桑到塞尚》特展，展期至2002年2月。                                          |
| 2002年11月 | 國立歷史博物館與歐美30多個博物館、私人收藏家、馬諦斯家族合作，在台北國立歷史博物館舉辦《馬諦斯特展》，展期至2003年2月。                                                                    |
| 2006年4月  | 吉美國立亞洲藝術博物館舉辦《清代宮廷的瑰麗歲月》特展，為增加展覽的豐富性，特別向國立故宮博物院借展郎世寧等兩件名畫，分別是《畫山水》與《清院本親蠶圖》第四卷－〈獻繭〉。展期至2006年7月。  |
| 2006年4月  | 台北市立美術館與龐畢度中心新媒體藝術典藏部門合作，在台北市立美術館舉辦《龐畢度中心新媒體藝術展1965－2005》，展期至2006年7月。                                                              |
| 2008年5月  | 國立歷史博物館與奧塞美術館合作，在台北國立歷史博物館舉辦《驚艷米勒－田園之美畫展》，這是奧塞美術館首次以典藏的米勒畫作為主軸所策劃的海外特展，展期至2008年9月。                            |
| 2024年9月  | 國立故宮博物院與法國裝飾藝術博物館及梵克雅宝合作，在臺北國立故宮博物院與南部院區舉辦《大美不言》特展，展期至2024年12月、2025年1至4月。                                                     |
| 2025年11月 | 國立故宮博物院與法國凱布朗利博物館合作，在凱布朗利博物館舉辦《龙》特展。 |

2002年3月，在法國多維爾舉行的第四屆亞洲影展，由於主辦單位接受中華民國影片參展，並在影展大門懸掛中華民國國旗，受到中華人民共和國駐法國大使館的強烈抗議。但主辦單位不受政治干預，中華人民共和國因而退出影展。

### 學術
駐法國台北代表處設立（巴黎）臺灣文化中心，籌辦對法國（以及瑞士、荷蘭、比利時、盧森堡、摩納哥、安道爾、列支敦士登）藝術、文學、影視、音樂等領域的展演活動。2016年11月，文化部長鄭麗君前往法蘭西人文政治科學院主持第20屆「臺法文化獎」頒獎典禮。該獎每年舉辦，旨在鼓勵法國及歐洲專業人士及學者專家投入台灣文化推展。
1999年，行政院國家科學委員會（國科會，後升格科技部）與法國科學院共同成立「台法科技獎」，每年頒發獎金給兩國科技合作學者團隊。國科會與法國在台協會、法蘭西學院、國家科學研究中心、國家資訊暨自動化研究院、海洋開發研究院、國家研究總署、國家衛生暨醫療研究院、國家癌症研究院等機構簽署合作協議，共執行多項合作計畫，每年約百餘人次互訪以及舉辦雙邊研討會。此外，中央研究院亦與法國遠東學院、國立東方語言文化學院、現代中國研究中心、史特拉斯堡大學、布朗利河岸博物館等機構簽署學術合作協定。
2004年4月，中華民國全國教師會副理事長赴法國巴黎參加「國際教育組織關貿總協定與教育會議」，與會期間遭中華人民共和國駐聯合國教科文組織代表要求大會禁止其進入聯合國教科文組織開會，後經由國際教育組織秘書長執言並提出警告，終使其順利全程與會。
2008年1月，兩國大學院校協進會簽署《採認雙方高等教育文憑及相關學分協定》，兩國政府也在同年互派華語文、法語文助教，協助對方高中及大學的語文教學。至2017年，國立台灣大學等65所大專院校與法國相關院校簽有各類學術合作協定超過582件。法國政府自1999年起，每年提供台灣15名科技獎學金名額；中華民國教育部每年亦提供法國18名華語文獎學金及5名臺灣獎學金名額。2017年，前往法國的留學生有1,079人，法國赴台的留學生及短期交換學生有1,687人。每年亦於法國巴黎及里昂等地辦理「華語文能力測驗考試」，2014年，首次於巴黎、艾克斯、史特拉斯堡等5所大學辦理電腦測驗。
2017年3月，在台灣舉辦首屆「臺法大學校長論壇」，以創新創業、減少學用落差為主題，是歷年來雙方高等教育最重要的對話平台。10月，駐法國台北代表處教育組代表中華民國教育部國際及兩岸教育司，與法國國家科學研究中心（CNRS）、法國高等社會科學院（EHESS）簽署《設置臺灣研究講座合作備忘錄》，是首次在法國大學校院設置的臺灣研究主題計畫。EHESS於2017－2020年，以「臺灣與其記憶場域：當前臺灣社會記憶與認同演進過程之研究」為主題，開設課程與辦理研討，並由CNRS支援相關研究與活動。

#### 事件
2019年4月1日，《巴黎人日報》報導，1名台灣男留學生在巴黎16區的詹森薩伊中學宿舍內上吊輕生。警方在房內找到治療憂鬱症的藥物百憂解，但未發現遺書。

### 航太
法國馬特拉集團太空業務部門「馬特拉－馬康尼太空」於1996年獲選承造中華民國與新加坡合作的「中新一號衛星」及發射事宜，並於1998年8月25日，在南美洲法屬圭亞那由歐洲亞利安火箭送上太空軌道。
1999年11月，馬特拉集團接替德國多尼爾公司與行政院國家科學委員會簽約，承製「中華衛星二號」本體。後來法國總統席哈克於2000年10月訪問中華人民共和國時遭抗議該案，但法國仍堅持決定不變。1999年，法國達梭航太總裁賽吉達梭及投資負責人勞倫達梭等人抵台訪問。
2016年9月30日，駐法國代表張銘忠應邀出席在土魯斯的空中巴士總部舉行中華航空新機A350-900首架交機儀式，並於2017年起投入歐洲航線。
2017年5月，中華民國經濟部工業局率領「臺法航空產業訪問團」參訪法國土魯斯的航空供應鏈，強化臺法航空製造與維修商機合作。6月，臺中市長林佳龍率領業者拜訪法國企業行動聯盟、商務投資署，並共同舉辦臺法智慧機械暨航太複合材料媒合活動；經濟部「歐洲創新研發合作拓展團」參訪巴黎國際航空太空展，並與達梭系統簽署合作備忘錄。

### 體育
在臺灣舉辦的威廉·瓊斯盃國際籃球邀請賽，法國曾參加最初幾屆的男子或女子比賽。

## 協定
| 日期           | 簽署 | 備註            |
| -------------- | --- | --------------- |
| 1928年12月22日 | 《中法關稅條約》 |                 |
| 1930年5月16日  | 《中法領事官所用汽車相互免稅辦法換文》 《中華民國與法國規定越南及中國邊省關係專約》                                                                         |                 |
| 1931年7月28日  | 《關於上海法租界內設置中國法院之協定》 |                 |
| 1945年8月18日  | 《中華民國國民政府與法國臨時政府交收廣州灣租借地專約》 |                 |
| 1946年2月28日  | 《中法關於法國放棄在華治外法權及其有關特權條約》 《中法關於中越關係之協定》 《關於中國駐越北軍隊由法國軍隊接防之換文》                                      |                 |
| 1946年12月14日 | 《中法關於中越航空線臨時辦法條文》 | [ 註 7 ]        |
| 1948年5月10日  | 《中法關於補充中越間航空線臨時辦法增闢昆明河內線換文》 |                 |
| 1954年5月12日  | 《中華民國與法蘭西共和國間貿易付款協定》 《中華民國與法蘭西共和國間貿易協定》                                                                               | [ 註 8 ]        |
| 1955年8月20日  | 《中華民國與法蘭西共和國直達無線電通報協定》 |                 |
| 1958年5月24日  | 《中法關於相互保護專利商標協定換文》 |                 |
| 1989年11月29日 | 《中華民國中央研究院與法國高等社會科學學院學術合作協定》 |                 |
| 1991年2月13日  | 《行政院國家科學委員會與法國在台協會間1991年科學合作計畫》                                                                                                  |                 |
| 1991年5月23日  | 《中華民國農業委員會與法國國家農業研究所間合作備忘錄》 |                 |
| 1994年6月20日  | 《台北證券管理委員會與巴黎證券交易委員會間互助行政辦法》 |                 |
| 1994年7月30日  | 《台北原子能委員會與法國在台協會間核能安全管制與資訊交流合作換函》                                                                                          |                 |
| 1994年8月8日   | 《（台北）原子能委員會與（巴黎）原子能署關於原子能和平用途之合作協定》                                                                                      | [ 註 9 ]        |
| 1995年8月      | 《台北經濟部與達梭公司策略聯盟意願書》 | [ 76 ]          |
| 1996年2月      | 《台北經濟部與斯奈克瑪公司策略聯盟意願書》 | [ 76 ]          |
| 1996年7月1日   | 《臺北經濟部中央標準局與巴黎國家工業財產局間關於相互授予專利設計及商標優先權暨合作之換函》                                                                  | [ 註 10 ]       |
| 2000年3月20日  | 《中法文化獎協議》 |                 |
| 2001年5月8日   | 《臺灣航空器飛航安全委員會及法國航空器失事調查局執行國際航空失事調查指導原則》                                                                              |                 |
| 2001年5月15日  | 《中法科技基金協議》 《行政院國家科學委員會與法國國家科學研究院間合作備忘錄》                                                                               | [ 註 11 ]       |
| 2001年9月      | 《中華航空與斯奈克瑪在台設立亞洲飛機引擎維修中心意願書》 | [ 73 ]          |
| 2002年3月19日  | 《HENRI POINCARE南希第一大學和台灣林業試驗所間協定備忘錄》                                                                                                  |                 |
| 2002年3月26日  | 《國科會與法國國家資訊暨自動化研究院合作備忘錄》 | [ 註 12 ]       |
| 2002年6月3日   | 《國家量測標準與國家計量機構核發校正及量測證明相互認可辦法》                                                                                                |                 |
| 2002年10月14日 | 《台法能源合作備忘錄》 |                 |
| 2003年2月1日   | 《臺法科技基金協議》 |                 |
| 2004年1月5日   | 《臺灣公平交易委員會及法國競爭審議委員會關於適用公平競爭法令合作協議》                                                                                      |                 |
| 2004年2月25日  | 《中華民國國家科學委員會及法國國家衛生及醫療研究院合作瞭解備忘錄》                                                                                          | [ 註 13 ]       |
| 2004年4月2日   | 《台法保護工業財產權合作協定》 |                 |
| 2004年4月29日  | 《（臺灣與法國間）農業研究領域之科學合作協議》 |                 |
| 2005年11月9日  | 《臺灣國家科學委員會與法國海洋研究開發院海洋科學及資源領域合作協議書》                                                                                      |                 |
| 2006年1月26日  | 《行政院國家科學委員會與法國在台協會蘭花科技交流計畫》 | [ 81 ]          |
| 2006年4月28日  | 《台灣金融監督管理委員會與法國銀行監理委員會共同合作及資訊交換瞭解備忘錄》                                                                                  |                 |
| 2007年1月25日  | 《臺灣行政院國家科學委員會與法國國家研究總署藍天計畫合作協議》                                                                                              | [ 註 14 ]       |
| 2007年10月     | 《台法國際聯合實驗室協議》 | [ 註 15 ]       |
| 2007年12月     | 《台法採認雙方高等教育文憑及相關學分協定》 | [ 80 ]          |
| 2008年2月      | 《台法WiMAX技術合作備忘錄》 | [ 83 ]          |
| 2008年5月16日  | 《台灣教育部與法國在台協會加強台法教育合作協議書》 |                 |
| 2009年11月     | 《臺法紡織業合作備忘錄》 | [ 82 ]          |
| 2010年12月24日 | 《駐法國台北代表處與法國在台協會建立避免所得稅雙重課稅及防杜逃稅機制之協定》，及其附件： 《臺灣賦稅署與法國國家財政司實施避免所得稅雙重課稅及防杜逃稅協議》 |                 |
| 2014年11月3日  | 《臺法競爭法適用瞭解備忘錄》 |                 |
| 2014年12月5日  | 《駐法國臺北代表處與法國在臺協會農業合作協議》 |                 |
| 2016年7月      | 《臺法度假打工共同聲明》 | [ 註 16 ]       |
| 2016年11月30日 | 《臺法雙邊電影合作協定》 | [ 註 17 ]       |
| 2017年3月3日   | 《臺法雙邊科技合作瞭解備忘錄》 | [ 註 18 ]       |
| 2017年10月9日  | 《台法有志從事現代語言教學之臺灣學生來法事項備忘錄》 | [ 註 19 ]       |
| 2017年10月20日 | 《台法設置臺灣研究講座合作備忘錄》 | [ 70 ]          |
| 2017年10月     | 《台灣電力公司與法國放射性廢料管理局合作備忘錄》 | [ 70 ]          |
| 2019年7月16日  | 《台法金融科技合作協議》 | [ 135 ] [ 136 ] |

## 簽證

持中華民國護照的中華民國國民簽證要求分布圖：入境法國可以「申根區免簽證」。

持歐盟的法國護照之法國國民簽證要求分布圖：入境中華民國可以免簽證。

歐洲申根區給予持有載明身分證字號的中華民國護照之中華民國國民可以申根區免簽證入境，停留日數與申根區合併計算，每6個月期間內總計可停留90天。經法國轉機至申根區亦可免簽證。
法國國民持有歐盟護照者也可以免簽證的方式入境中華民國，停留最多90天。
此外，兩國每年皆提供特定名額的18－30歲青年為期1年的度假打工簽證（皆必須未曾取得此種簽證）。

## 交通

### 航空
兩國於1993年9月完成貨運通航，同年11月客運亦通航，由長榮航空執飛，但貨運目前已停航。
停航台北－巴黎航線20年的法國航空於2018年4月16日復航，以波音777-200ER執飛，每周有3航班往返。2020年3月11日，法荷航集團對於2019冠状病毒病疫情在全球擴散，為因應業績下滑，宣布即日起至3月29日暫停航班。5月7日，發表聲明自6月1日起，取消台北－巴黎航線。
雙邊航班來往的城市如下（截至2023年7月9日）：

#### 客運
| 中華民國 | 法國             |
| -------- | ---------------- |
| 臺北     | 巴黎（長榮航空） |

## 外部連結
| - 中華民國外交部－法蘭西共和國簡介 （页面存档备份，存于） - 駐法國台北代表處（Facebook、Twitter、Instagram、僑務組、科技組） - 駐普羅旺斯辦事處（Facebook、Twitter、Instagram、YouTube） - 外交部領事事務局－國外旅遊警示分級表 - 中華民國衛生福利部－國際旅遊疫情建議等級 - 中華民國國際經濟合作協會 （页面存档备份，存于） - 巴黎台灣貿易中心（Facebook、LinkedIn） - 法國臺灣協會的Facebook專頁 - 法國臺灣青商會的Facebook專頁 | - 法國在台協會（Facebook、Instagram、YouTube） - 法國教育中心（Facebook、Instagram） - 台灣法國文化協會（Facebook） - 臺灣法國文化協會高雄中心的Facebook專頁 - 法國現代中國研究中心台北分部 - 法國遠東學院台北中心 - 臺灣法國人協會（Facebook） |